# Rehberg (Fichtelgebirge)
Der Rehberg ist eine stark bewaldete 678 m ü. NHN hohe Anhöhe 2 km nordöstlich der Kreisstadt Wunsiedel im Landkreis Wunsiedel im Fichtelgebirge (Nordostbayern). Unmittelbar westlich führt die Staatsstraße Nr. 2177 von Wunsiedel nach Röslau vorbei. Im Süden verläuft die Markus-Zahn-Allee, ein aussichtsreicher Wanderweg. Am Südhang liegt der Röhrberg, dort gibt es Fischteiche sowie Trinkwasserquellen, die früher für die Wunsiedler Wasserversorgung genutzt wurden.

## Karten
- Topografische Karte 1:25.000 des Bayerischen Landesvermessungsamtes Nr. 5937 Fichtelberg
- Fritsch Wanderkarte 1:50.000 Naturpark Fichtelgebirge